# كارول كريستين هيلاريا باوندر
كارول كريستين هيلاريا باوندر (بالإنجليزية: Carol Christine Hilaria Pounder)‏ (ولدت في 25 ديسمبر 1952)  هي ممثلة أمريكية ولدت في غيانا. تلقت أربعة ترشيحات لجائزة الإيمي برايم تايم عن أدوارها في الملفات الغامضة وإي آر والدرع ووكالة المباحث رقم 1 للسيدات.

## حياتها المبكرة
ولدت باوندر في غيانا البريطانية (غيانا الآن)  في 25 ديسمبر 1952. اسمها الكامل، كارول كريستين هيلاريا باوندر، هو تكريم لجداتها وعرابتها. نشأت في مزرعة سكر كان والدها يديرها. عملت والدتها في سفارة الولايات المتحدة بينما كانت العائلة تعيش في لندن، إنجلترا. التحقت باوندر بمدرسة داخلية كاثوليكية في ساسكس بإنجلترا.
حصلت على شهادتها في كلية هاستنجز للفنون والتكنولوجيا حيث درست باوندر الرسم، لكنها تركت الدراسة كطالبة جديدة بعد انتقالها إلى الولايات المتحدة. استقرت عائلتها بالفعل في نيويورك بينما كانت تذهب إلى المدرسة. تخرجت باوندر من كلية إيثاكا عام 1975. صرحت باوندر أن والديها لم يدعموا اختيارها أن تكون ممثلة، لكن والدتها بدلاً من ذلك تريد أن تكون باوندر مذيعة أخبار.